# Chai Biao
Pour les articles homonymes, voir Chai.
Dans ce nom chinois, le nom de famille, Chai, précède le nom personnel.
Chai Biao (chinois : 柴飚) est un joueur chinois de badminton,, né le 10 octobre 1990 dans la province du Hunan.

## Carrière
Il joue en double hommes avec son partenaire Guo Zhendong. Ensemble, ils ont atteint plusieurs finales de tournois BWF Super Series, dont le Masters 2011. Ils ont remporté le BWF Super Series de Malaisie 2011.